# Niempenou
Niempenou est une petite ville du Togo située dans la préfecture de Bassar, dans la région de la Kara

## Géographie
Niempenou est situé à environ 43 km de Bassar, chef-lieu de la préfecture.

## Vie économique
- Marché paysan

## Lieux publics
- École primaire